# شیطان نئونی
شیطان نئونی یا اهریمن نئون (به انگلیسی: The Neon Demon) یک فیلم آمریکایی در سبک وحشت روان‌شناختی و مهیج به کارگردانی نیکولاس ویندینگ رفن و نویسندگی ماری لاز و نیکولاس ویندینگ رفن است.
در این فیلم بازیگرانی همچون ال فانینگ، آلساندرو نیوولا، کیانو ریوز، کریستینا هندریکس، ابی لی کرشاو، جنا مالون، بلا هیتکوت، دزموند هرینگتون، چارلز بیکر و کارل گلاسمن ایفای نقش می‌کنند.

## خلاصه داستان
«جسی» پس از تولد ۱۶ سالگی اش به لس آنجلس می‌رود تا بعنوان یک مدل فعالیت کند. رئیس مجموعه ای که او برایشان کار می‌کند، به «جسی» می‌گوید که پتانسیل بسیاری برای تبدیل شدن به یک ستارهٔ مشهور دارد اما راهی که «جسی» می‌خواهد در آن قدم بگذارد، آنطور که بنظر می‌آید نیست.

## تولید

### فیلم‌برداری
فیلمبرداری در ۳۱ مارس ۲۰۱۵ در لس آنجلس آغاز شد.

## بازیگران
- ال فانینگ در نقش جسی
- جنا مالون
- کارل گلاسمن
- بلا هیتکوت
- آلساندرو نیوولا
- کیانو ریوز
- کریستینا هندریکس
- ابی لی کرشاو
- دزموند هرینگتون
- چارلز بیکر
- جامی کلایتون